# Parc national de la rivière Onkaparinga
Le parc national de la rivière Onkaparinga est situé à 32 km au sud d'Adélaïde, capitale de l'Australie-Méridionale. 

## Histoire
Les rives du cours inférieur de la rivière Onkaparinga étaient habitées par le peuple autochtone Kaurnas et le nom de la rivière, tiré de la langue Kaurnas, signifie « rivière aux femmes ». la colonisation européenne et la mise en valeur agricole a commencé vers 1840 dans la région et a entraîné le déplacement rapide de la population autochtone. Les Kaurnas ont encore des liens solides avec la région à travers des pratiques culturelles et des croyances religieuses. De nombreux noms de lieux locaux tels que Onkaparinga, Noarlunga et Willungaont leur origine dans la langue Kaurnas. La localité de Noarlunga (rebaptisée Old Noarlunga) était le centre de distribution des produits agricoles transportés de 10 km en aval de la rivière depuis Port Noarlunga. 
On peut voir les restes de la ferme Pingle, construite en 1862, dans la partie du parc située à l'ouest de la Main South Road. En 1878 on a construit plusieurs structures supplémentaires dont un réservoir d'eau souterrain, une grange en pierre et un hangar. La ferme a été occupée par la famille Jared jusqu'au début des années 1970 où elle fut vendue au gouvernement d'Australie-Méridionale.

## Flore et faune
La végétation du parc a été fortement perturbée par l'activité humaine ne laissant que quelques parcelles intactes. La zone la plus intacte est la zone d’Hardy Scrub de la réserve. 160 ans de pâturage du bétail, de récolte du bois et de culture ont détruit la plupart des espèces indigènes de végétation des sous bois et dans de nombreux endroits les herbes envahissantes sont devenues les principaux types de végétation. Les Eucalyptus sont les espèces indigènes les plus notables de la réserve. Eucalyptus microcarpa, Eucalyptus fasciculosa, Eucalyptus porosa, Eucalyptus camaldulensis et Eucalyptus leucoxylon se rencontrent tous dans la réserve. L'Olivier (Olea europaea) est une plante nuisible dans le sud de l'Australie qui a envahi le parc bien que, généralement, les individus ne soient pas aussi grands que dans les vieux parcs de la chaîne du Mont-Lofty comme Belair NP, mais continueront d'être un problème si on ne s'en occupe pas. Au cours des vingt dernières années, les zones accessibles de la vallée ont été remises en végétation par des entrepreneurs travaillant pour les parcs nationaux. Les premières zones de restauration du couvert végétal du parc ont été menées en replantant de jeunes arbres, principalement des eucalyptus. Dans les dernières zones, on a utilisé la méthode du semis direct où les graines des espèces indigènes sont placées dans une tranchée désherbée.
On trouve dans le parc des insectes comme des papillons (Lepidoptera) et des libellules (anisoptères). Les kangourous sont communs parmi les collines déboisées avec des herbes abondantes.